# Quercus kerrii
Quercus kerrii és una espècie de roure que pertany a la família de les fagàcies i està dins del subgènere Cyclobalanopsis, del gènere Quercus.

## Descripció
Quercus kerrii és un arbre de fins a 20 m d'alçada amb branques densament tomentoses vermelloses, glabrescents o rarament peludes. El pecíol d'1 a 2 cm, tomentós. El limbe de la fulla és oblong-el·líptic, lanceolat o oblong-oblanceolat, 9-18 (-24) × 3-7 (-9) cm, densament vermellós tomentós quan és jove, glabrescent, abaxialment estelat, pelut amb l'edat, base arrodonida a àmpliament cuneada, marge serrat a apical 2/3, àpex obtús a poc acuminat; nervi central pla o lleugerament elevat adaxialment; nervis secundaris de 10-14 a cada costat del nervi central; nervis terciaris abaxialment evidents. Female inflorescences solitary, 2-5(-7) cm. La cúpula és discoide, de 5-10 mm × 2-2,5 (-3,8) cm, que cobreix la base fins a 1/2 de la gla, a l'exterior és tomentosa grisenca a marró pàl·lid, a l'interior prostrada blanquinosa puberulenta, les bràctees en anells de 7-11, marge denticulat o sencer. Les glans són aplanades, 0,7-1,2 × 2-2,8 cm, i el seu àpex és deprimit a pla; les seves cicatrius d'1 a 2 cm de diàmetre, lleugerament convexos; té un estil persistent, umbonat, sedós pubescent grisenc. Floreixen entre març i maig i les glans fructifiquen entre octubre i novembre.

## Distribució i hàbitat
Quercus kerrii creix a les províncies xineses de Guangxi, Guizhou, Hainan i Yunnan, al nord de Tailàndia i el Vietnam, als boscos dispersos muntanyencs entre els 100 i 1800 m.
Q. kerrii i Q. helferiana estan estretament relacionades, i la relació entre elles i la seva distribució calen de més estudis, ja que segons alguns autors pertanyen a Q. kerrii, però considerats per altres com a espècies diferents, Q. helferiana.

## Taxonomia
Quercus kerrii va ser descrita per Craib i publicat a Bulletin of Miscellaneous Information Kew 1911(10): 471-472. 1911.
Etimologia
Quercus: nom genèric del llatí que designava igualment al roure i a l'alzina.
kerrii: epítet atorgat en honor del metge, botànic i explorador irlandès Arthur Francis George Kerr.